# George Cadogan (3e comte Cadogan)
George Cadogan, 3e comte Cadogan, (5 mai 1783 - 15 septembre 1864) est un officier de la marine royale britannique et un homme politique du milieu du XIXe siècle qui s'est d'abord fait connaître pour son service dans la campagne des guerres napoléoniennes dans l'Adriatique. commandement du HMS Havannah. Il sert ensuite d'aide de camp aux monarques britanniques successifs et est promu au rang d'amiral.

## Biographie
George Cadogan est né en 1783 à St James's Square à Londres. Il est le huitième fils de Charles Cadogan (1er comte Cadogan) et le deuxième fils de Mary Churchill, la deuxième épouse du baron. George suit son frère Thomas, son aîné de 29 ans, dans la Royal Navy, bien que Thomas se soit noyé dans un accident en 1782. Entrant dans la marine à l'âge de 13 ans en 1796, Cadogan sert dans les guerres de la Révolution française.
En 1804, il est capitaine du HMS Cyane Sloop HMS Cyane. Le 11 novembre 1804, la Cyane quitte Marie-Galante pour s'emparer du brick-corsaire français Bonaparte doté de 18 canons. Cependant, le 12 mai 1805, les Français capturent Cadogan et la Cyane . Elle navigue entre la Barbade et la Martinique quand elle a le malheur de rencontrer une flotte française dirigée par l'amiral Villeneuve. Les frégates françaises Hortense et Hermione ont tellement canonné la Cyane que Cadogan n’a d’autre choix que de frapper de ses couleurs.
En 1807, George est capitaine et en 1811, il reçoit le commandement du HMS Havannah, une frégate de cinquième rang dotée de 36 pièces et récemment mise en service. En 1812, Havannah reçoit l'ordre de rejoindre l'Adriatique afin de renforcer l'escadre britannique qui a déjà vaincu les forces françaises dans la région lors de plusieurs batailles en 1811. Havannah est basé à l'île de Lissa, mais en 1813, Cadogan reçoit l'ordre d'opérer contre le littoral du nord de l'Italie en conjonction avec les forces qui s'approchent de l'empire autrichien pendant la guerre de la sixième coalition.
Il a beaucoup de succès dans cette entreprise, détruisant ou capturant de nombreux navires français et italiens au large de Vasto et d'autres ports sur le littoral français. En octobre 1813, il est attaché à la force dirigée par Thomas Fremantle qui force la reddition de Trieste. Plus tard dans l'année, Havannah s'empare avec succès de Zadar tenu par une garnison française lors d'un raid côtier audacieux. En 1815, Cadogan rentre en Grande-Bretagne et devient compagnon de l'ordre du Bain.
La mort prématurée de six des sept frères de Cadogan lui vaut le titre de comte Cadogan (décerné à son père en 1800) à la suite du décès de son frère aîné Charles Cadogan (2e comte Cadogan) en 1832. Il siège à la Chambre des lords, mais reste un officier de marine éminent, continuant à monter dans le service et servant comme aide de camp du roi Guillaume IV entre 1830 et 1837 et de la reine Victoria entre 1837 et 1841. En 1851, Cadogan est vice-amiral et en 1852, il devient membre de la Society of Antiquaries de Londres.
Cadogan est décédé amiral en 1864 dans son domicile londonien à Piccadilly. En 1809, en tant que capitaine de marine, il s'est battu en duel avec Lord Paget, qui séduit la belle-sœur de Cadogan.

## Famille
Cadogan est marié à Honoria Louisa Blake et le couple a cinq enfants, dont le fils aîné survivant Henry Cadogan est un général de l'armée britannique. Son plus jeune fils, Frederick William Cadogan, siège comme député de Cricklade.